# Szachriwar
Szachriwar (pahl. Šahrivar), Chszathra Wairja (awest. Xšathra Vairya „Królewskość Zwycięska”) – w mitologii perskiej trzeci z Amszaspandów (Amesza Spenta), emanacja Ormuzda, a zarazem jego pomocnik. Był symbolem królewskiego majestatu pochodzącego od Ormuzda. Parton nieba, które początkowo określano jako kamienne. Później niebo wyobrażano sobie jako posiadające metalową zbroję. Opiekun metali i metalurgów, ponieważ z metalu wykonuje się wszelką broń służącą do zdobycia i utrzymania królestwa. Posiadał pomocników, byli nimi: Duch  Nieba, Chor, Mitra, Aniran. Jego przeciwnikami byli Drudż (demon kłamstwa) oraz Sauru.